# Кёйбаши, Исмаил
Исмаи́л Кёйбаши́ (тур. İsmail Köybaşı; род. 10 июля 1989, Искендерун, Хатай) — турецкий футболист, защитник клуба «Гёзтепе». Выступал за сборную Турции.

## Биография
Исмаил родился 16 мая 1989 года в бедной семье торговца шёлком. Стал заниматься футболом с семи лет в местном «Газиантепспоре», сильно проявляя себя в отборе мяча. Тренеры клуба выбрали нескольких кандидатов в молодёжный состав, среди которых был Исмаил. В течение двух месяцев он играл в молодёжной команде, через год ушёл в запас, после чего вошёл в основной состав на позицию крайнего защитника. Исмаил трудился изо всех сил и выиграл конкуренцию у Эмера Эрдогана. В 2009 году он приехал на просмотр в ФК «Бешикташ». Тренер Мустафа Денезли заинтересовался им, и Исмаил подписал контракт с «чёрными орлами» на 2 года с зарплатой 100 тысяч евро в месяц. Трансфер обошёлся в 3 млн долларов.

## Достижения
«Бешикташ»
- Чемпион Турции: 2015/16
- Обладатель Кубка Турции: 2010/11